# 3323 Turgenev
3323 Turgenev eller 1979 SY9 är en asteroid i huvudbältet som upptäcktes den 22 september 1979 av den rysk-sovjetiske astronomen Nikolaj Tjernych vid Krims astrofysiska observatorium på Krim. Den har fått sitt namn efter den ryske författaren Ivan Turgenjev.
Asteroiden har en diameter på ungefär 4 kilometer.